# MTV Movie Award alla miglior performance rivelazione
L'MTV Movie Award per la migliore performance rivelazione (MTV Movie Award for Breakthrough Performance o Best Breakout Star) è un premio assegnato annualmente nel corso degli MTV Movie Awards.
Nelle edizioni dal 1999 al 2005 e nel 2009 sono stati assegnati due premi distinti per sesso, per la migliore performance rivelazione maschile (Breakthrough Male Performance) e per la migliore performance rivelazione femminile (Breakthrough Female Performance).

## Vincitori e candidati
I vincitori sono indicati in grassetto, a seguire gli altri candidati.

### Anni 1990-1999
- 1992: Edward Furlong - Terminator 2 - Il giorno del giudizio (Terminator 2: Judgment Day)
  - Anna Chlumsky - Papà, ho trovato un amico (My Girl)
  - Campbell Scott - Scelta d'amore - La storia di Hilary e Victor (Dying Young)
  - Ice-T - New Jack City
  - Kimberly Williams - Il padre della sposa (Father of the Bride)
- 1993: Marisa Tomei - Mio cugino Vincenzo (My Cousin Vinny)
  - Halle Berry - Boomerang
  - Whitney Houston - Guardia del corpo (The Bodyguard)
  - Kathy Najimy - Sister Act - Una svitata in abito da suora (Sister Act)
  - Rosie O'Donnell - Ragazze vincenti (A League of Their Own)
- 1994: Alicia Silverstone - La ragazza della porta accanto (The Crush)
  - Ralph Fiennes - Schindler's List - La lista di Schindler
  - Jason Scott Lee - Dragon - La storia di Bruce Lee (Dragon: The Bruce Lee Story)
  - Ross Malinger - Insonnia d'amore (Sleepless in Seattle)
  - Jason James Richter - Free Willy - Un amico da salvare (Free Willy)
- 1995: Kirsten Dunst - Intervista col vampiro (Interview with the Vampire)
  - Mykelti Williamson - Forrest Gump
  - Hugh Grant - Quattro matrimoni e un funerale (Four Weddings and a Funeral)
  - Cameron Diaz - - The Mask
  - Tim Allen - Santa Clause (The Santa Clause)
- 1996: George Clooney - Dal tramonto all'alba (From Dusk Till Dawn)
  - Sean Patrick Flanery - Powder
  - Natasha Henstridge - Specie mortale (Species)
  - Lela Rochon - Donne (Waiting to Exhale)
  - Chris Tucker - Ci vediamo venerdì (Friday)
- 1997: Matthew McConaughey - Il momento di uccidere (A Time to Kill)
  - Vivica A. Fox - Independence Day
  - Courtney Love - Larry Flynt - Oltre lo scandalo (The People vs. Larry Flynt)
  - Ewan McGregor - Trainspotting
  - Renée Zellweger -  Jerry Maguire
- 1998: Heather Graham - Boogie Nights - L'altra Hollywood (Boogie Nights)
  - Joey Lauren Adams - In cerca di Amy (Chasing Amy)
  - Rupert Everett - Il matrimonio del mio migliore amico (My Best Friend's Wedding)
  - Sarah Michelle Gellar - So cosa hai fatto (I Know What You Did Last Summer)
  - Jennifer Lopez - Selena

### Anni 2000-2009
- 2006: Isla Fisher - 2 single a nozze - Wedding Crashers (Wedding Crashers)
  - André 3000 - Four Brothers - Quattro fratelli (Four Brothers)
  - Nelly - L'altra sporca ultima meta (The Longest Yard)
  - Jennifer Carpenter - L'esorcismo di Emily Rose (The Exorcism of Emily Rose)
  - Romany Malco - 40 anni vergine (The 40-Year Old Virgin)
  - Taraji P. Henson - Hustle & Flow - Il colore della musica (Hustle & Flow)
- 2007: Jaden Smith - La ricerca della felicità (The Pursuit of Happyness)
  - Emily Blunt - Il diavolo veste Prada (The Devil Wears Prada)
  - Abigail Breslin - Little Miss Sunshine
  - Lena Headey - 300
  - Columbus Short - Stepping - Dalla strada al palcoscenico (Stomp the Yard)
  - Justin Timberlake - Alpha Dog
- 2008: Zac Efron - Hairspray - Grasso è bello (Hairspray)
  - Nikki Blonsky - Hairspray - Grasso è bello (Hairspray)
  - Chris Brown - This Christmas
  - Michael Cera - Suxbad - Tre menti sopra il pelo (Superbad)
  - Megan Fox - Transformers
  - Jonah Hill - Suxbad - Tre menti sopra il pelo (Superbad)
  - Christopher Mintz-Plasse - Suxbad - Tre menti sopra il pelo (Superbad)
  - Seth Rogen - Molto incinta (Knocked Up)

### Anni 2010-2019
- 2010: Anna Kendrick - Tra le nuvole (Up in the Air)
  - Chris Pine - Star Trek
  - Gabourey Sidibe - Precious
  - Logan Lerman - Percy Jackson e gli dei dell'Olimpo: Il ladro di fulmini (Percy Jackson and the Olympians: The Lightning Thief)
  - Quinton Aaron - The Blind Side
  - Zach Galifianakis - Una notte da leoni (The Hangover)
- 2011: Chloë Grace Moretz - Kick-Ass
  - Andrew Garfield - The Social Network
  - Hailee Steinfeld - Il Grinta (True Grit)
  - Jay Chou - The Green Hornet
  - Olivia Wilde - Tron: Legacy
  - Xavier Samuel - The Twilight Saga: Eclipse
- 2012: Shailene Woodley - Paradiso amaro (The Descendants)
  - Melissa McCarthy - Le amiche della sposa (Bridesmaids)
  - Rooney Mara - Millennium - Uomini che odiano le donne (The Girl with the Dragon Tattoo)
  - Liam Hemsworth - Hunger Games (The Hunger Games)
  - Elle Fanning - Super 8
- 2013: Rebel Wilson – Voices (Pitch Perfect)
  - Eddie Redmayne – Les Misérables
  - Ezra Miller – Noi siamo infinito (The Perks of Being a Wallflower)
  - Quvenzhané Wallis – Re della terra selvaggia (Beasts of the Southern Wild)
  - Suraj Sharma – Vita di Pi (Life of Pi)
- 2014: Will Poulter - Come ti spaccio la famiglia (We're the Millers)
  - Liam James - C'era una volta un'estate (The Way, Way Back)
  - Michael B. Jordan - Prossima fermata Fruitvale Station (Fruitvale Station)
  - Margot Robbie - The Wolf of Wall Street
  - Miles Teller - The Spectacular Now
- 2015[1][2]: Dylan O'Brien - Maze Runner - Il labirinto (The Maze Runner)
  - Ansel Elgort - Colpa delle stelle (The Fault in Our Stars)
  - Rosamund Pike - L'amore bugiardo - Gone Girl (Gone Girl)
  - David Oyelowo - Selma - La strada per la libertà (Selma)
  - Ellar Coltrane - Boyhood
- 2016[3]: Daisy Ridley - Star Wars - Il risveglio della Forza (Star Wars: The Force Awakens) 
  - Amy Schumer - Un disastro di ragazza (Trainwreck)
  - Brie Larson - Room
  - Dakota Johnson - Cinquanta sfumature di grigio (Fifty Shades of Grey)
  - John Boyega - Star Wars - Il risveglio della Forza (Star Wars: The Force Awakens)
  - O’Shea Jackson Jr. - Straight Outta Compton
- 2017 - assegnato come Prossima Generazione[4][5]
  - Daniel Kaluuya - Scappa - Get Out (Get Out)
  - Riz Ahmed - Rogue One: A Star Wars Story
  - Chrissy Metz - This Is Us
  - Issa Rae - Insecure
  - Yara Shahidi - Black-ish
- 2019[6]: Noah Centineo - Tutte le volte che ho scritto ti amo (To All the Boys I've Loved Before)
  - Awkwafina - Crazy & Rich (Crazy Rich Asians)
  - Ncuti Gatwa - Sex Education
  - Haley Lu Richardson - A un metro da te (Five Feet Apart)
  - MJ Rodriguez - Pose

### Anni 2020-2029
- 2021[7]: Regé-Jean Page - Bridgerton
  - Maria Bakalova - Borat - Seguito di film cinema (Borat Subsequent Moviefilm: Delivery of Prodigious Bribe to American Regime for Make Benefit Once Glorious Nation of Kazakhstan)
  - Antonia Gentry - Ginny & Georgia
  - Paul Mescal - Normal People
  - Ashley Park - Emily in Paris
- 2022[8]: Sophia Di Martino – Loki
  - Alana Haim – Licorice Pizza
  - Ariana DeBose – West Side Story
  - Hannah Einbinder – Hacks
  - Jung Ho-yeon – Squid Game
- 2023[8]: Joseph Quinn – Stranger Things
  - Rachel Sennott – Bodies Bodies Bodies
  - Emma D'Arcy – House of the Dragon
  - Bad Bunny – Bullet Train
  - Bella Ramsey – The Last of Us